# Johann Heinrich Wilhelm Tischbein

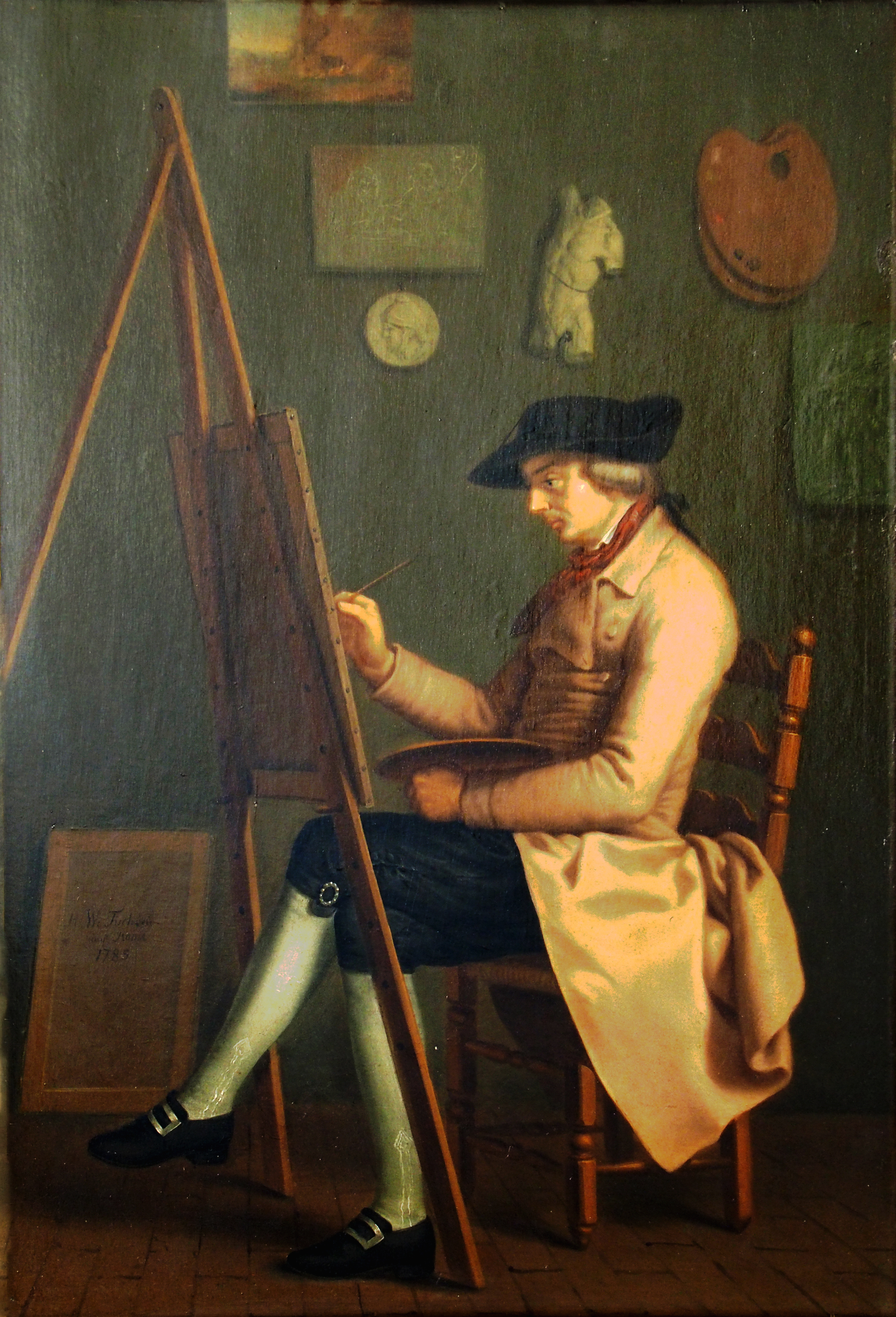
Selbstporträt an der Staffelei, 1785

Johann Heinrich Wilhelm Tischbein, genannt Goethe-Tischbein (* 15. Februar 1751 in Haina (Kloster); † 26. Juni 1829 in Eutin) war ein deutscher Maler aus der hessischen Malerfamilie Tischbein.

## Leben

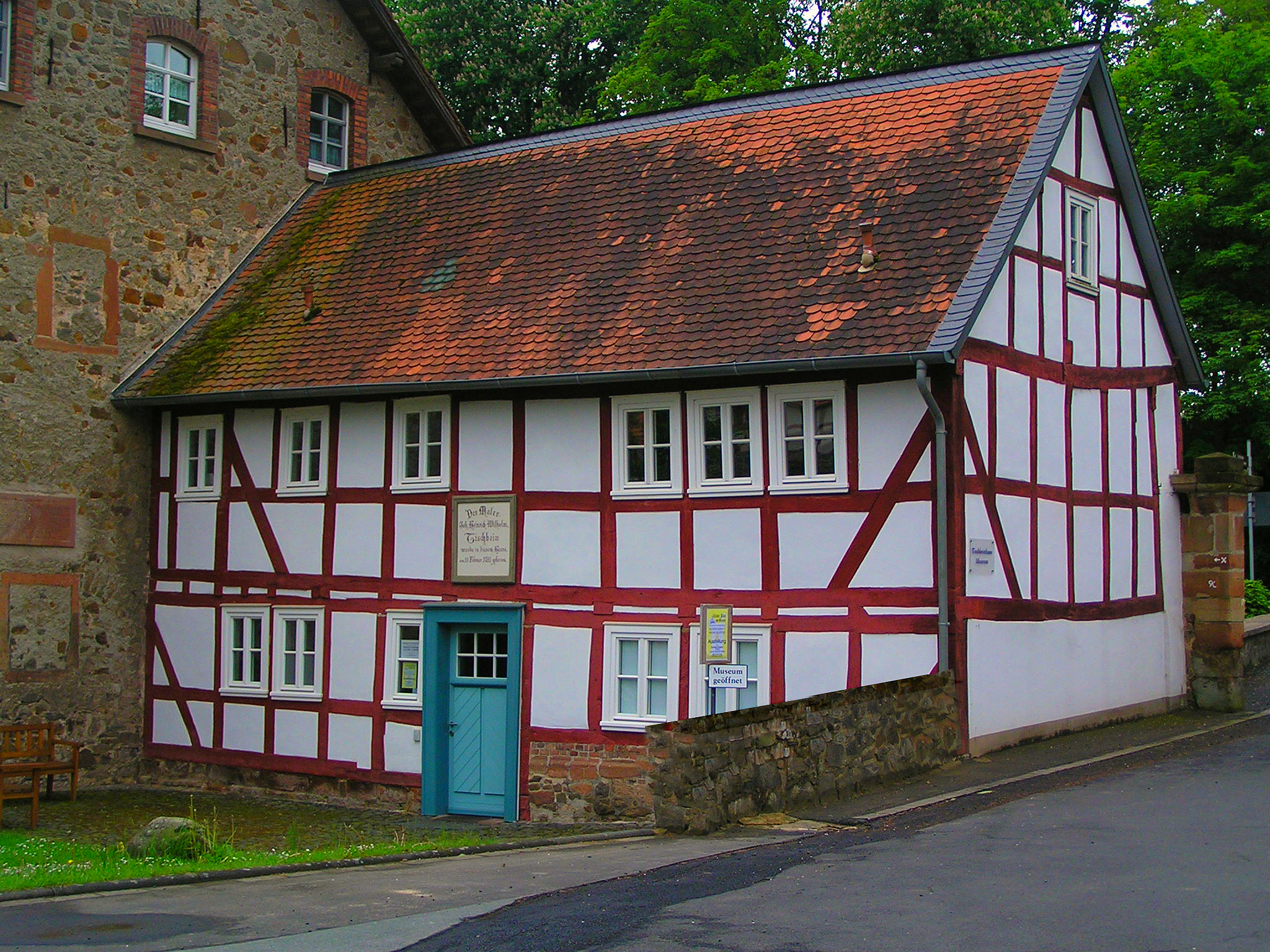
Tischbeins Geburtshaus in Haina

Der Sohn des Hainaer Klosterschreiners Johann Conrad Tischbein (1712–1778) war ab 1765 zunächst Schüler seines Onkels Johann Heinrich Tischbein des Älteren in Kassel, danach bei seinem Onkel Johann Jacob Tischbein in Hamburg. Da ihn das Gebiet der reinen Landschaftsmalerei jedoch nicht interessierte, wechselte er zu seinem Vetter Johann Dietrich Lilly, der in Hamburg als Kunsthändler, Kopist und Restaurator tätig war und Tischbein an die Historienmalerei heranführte. Außerdem bot sich hier für Tischbein die Möglichkeit, alte Meister zu studieren. 1771 unternahm er eine Studienreise nach Holland und kehrte nach einem kurzen Aufenthalt in Bremen 1773 nach Haina zurück. Auf Vermittlung der Landgräfin Philippine von Hessen-Kassel kam Tischbein dann an den Berliner Hof, wo er ab 1777 erfolgreich als Porträt-Maler arbeitete. Dort wurde er 1778 in die Freimaurerloge Zur Eintracht aufgenommen.
Wie viele seiner Malerkollegen strebte Tischbein einen Studienaufenthalt in Italien an. Seinen ersten Aufenthalt in Rom konnte er 1779 mit einem Stipendium der Kasseler Akademie antreten. Dabei vollzog er nach einem intensiven Studium antiker Kunstwerke die Wende vom Stil des Rokoko zum Klassizismus. Er malte hier Landschaftsbilder, Historiengemälde und Stillleben. 1781 musste er aus Geldnot den Rom-Aufenthalt abbrechen. Er wandte sich danach nach Zürich, wo er im Kreis des Physiognomen Johann Caspar Lavater und des Philologen Johann Jakob Bodmer wirkte. Insbesondere Tischbeins Kontakt zu Lavater bewirkte dann offenbar die radikale Änderung seiner Malweise und seine Hinwendung zu historischen Themen und den Theorien über den Wert physiognomischer Studien. Außerdem knüpfte er von Zürich aus erste Kontakte zu Johann Wolfgang von Goethe.

Goethe in der römischen Campagna, 1787, Städel Museum in Frankfurt am Main

1783 konnte er nach Rom zurückkehren, nachdem ihm durch Goethes Vermittlung von Herzog Ernst II. von Gotha-Altenburg ein weiteres Stipendium von 100 Dukaten jährlich bewilligt worden war. Bei diesem zweiten Italien-Aufenthalt, der bis 1799 dauerte, freundete er sich 1786 mit dem inkognito reisenden Goethe an, der in seinem Buch Italienische Reise ausgiebig über die gemeinsame Zeit berichtete. Goethe zog bald bei Tischbein ein, der mit anderen deutschsprachigen Künstlern in einer Art Wohngemeinschaft lebte, darunter Friedrich Bury, Heinrich Meyer, Johann Heinrich Lips und Johann Georg Schütz. (Die Casa di Goethe in der Via del Corso Nr. 18 enthält heute ein Museum über seinen Aufenthalt.) Im Februar 1787 reiste Tischbein mit Goethe nach Neapel, von wo aus Goethe auf Tischbeins Empfehlung in Begleitung des Landschaftsmalers Christoph Heinrich Kniep nach Sizilien weiterreiste. Nach Goethes Rückkehr im Juni nach Rom ging Tischbein erneut nach Neapel, auf der Suche nach Aufträgen, und trat Goethe sein geräumiges Atelier am Corso ab, das dieser noch für fast ein Jahr bewohnte. 1786/87 entstand auch das berühmte Gemälde Tischbeins Goethe in der Campagna, das Goethe als Reisenden in der Campagna Romana zeigt und das zum Inbegriff der Italiensehnsucht wurde. Es gelangte später nach Deutschland und wurde 1887 von der Bankiers-Familie Rothschild dem Städelschen Kunstinstitut in Frankfurt am Main geschenkt, wo es noch heute zu sehen ist. Als die französische Akademie in Rom Ende August 1787 eine Ausstellung zeitgenössischer französischer Künstler zeigte, notiert Goethe: „Durch Davids Horatier hatte sich das Übergewicht auf die Seite der Franzosen hingeneigt. Tischbein wurde dadurch veranlaßt, seinen Hektor, der den Paris in Gegenwart der Helena auffordert, lebensgroß anzufangen.“

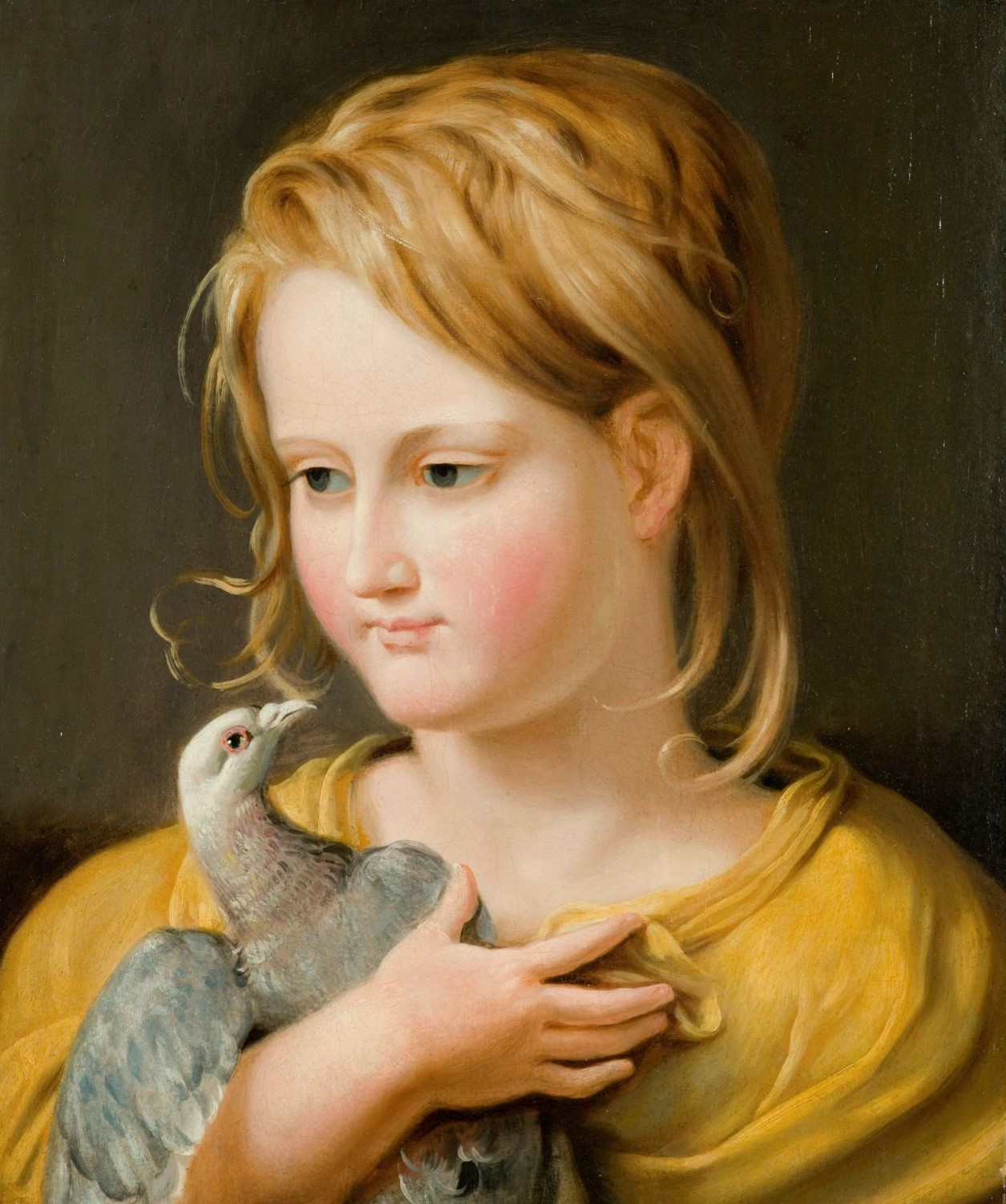
Bildnis der Ernestine Tischbein, um 1810, Germanisches Nationalmuseum

Vom Herbst 1789 bis 1799, als französische Truppen in Neapel einmarschierten, war Tischbein Direktor der noch heute bestehenden dortigen Kunstakademie (Accademia di Belle Arti). Die Verbindung zu dem inzwischen nach Weimar zurückgekehrten Goethe kühlte sich ab, weil dieser Tischbein zu einem Stipendium des Herzogs Ernst II. von Gotha verholfen hatte, Tischbein aber drei Jahre lang kein einziges Bild an den Geldgeber gesandt hatte. Goethe beschwerte sich in einem Brief an Herder bitter darüber.
Nach seiner Rückkehr nach Deutschland 1799 gründete Tischbein in Göttingen eine Zeichenakademie für Damen, an der von 1799 bis 1801 auch Tischbeins Neffe Wilhelm Unger tätig wurde. Nachdem er 1801 geheiratet hatte, wurde er in Hamburg ansässig und entwickelte Konzepte, hier seine kunstpädagogische Tätigkeit mit einer Zeichenschule fortzusetzen. Zwar traten junge Künstler wie Philipp Otto Runge und Friedrich Overbeck mit ihm in Verbindung, doch als sich der Hamburger Senat weigerte, die geplante Kunstschule finanziell zu unterstützen, nahm Tischbein 1808 ein Angebot von Peter I., dem Prinzregenten des Herzogtums Oldenburg an, der ihn zum Hofmaler und Galeriedirektor ernannte. Außerdem kaufte dieser die Gemäldesammlung Tischbeins für seine eigene Sammlung.

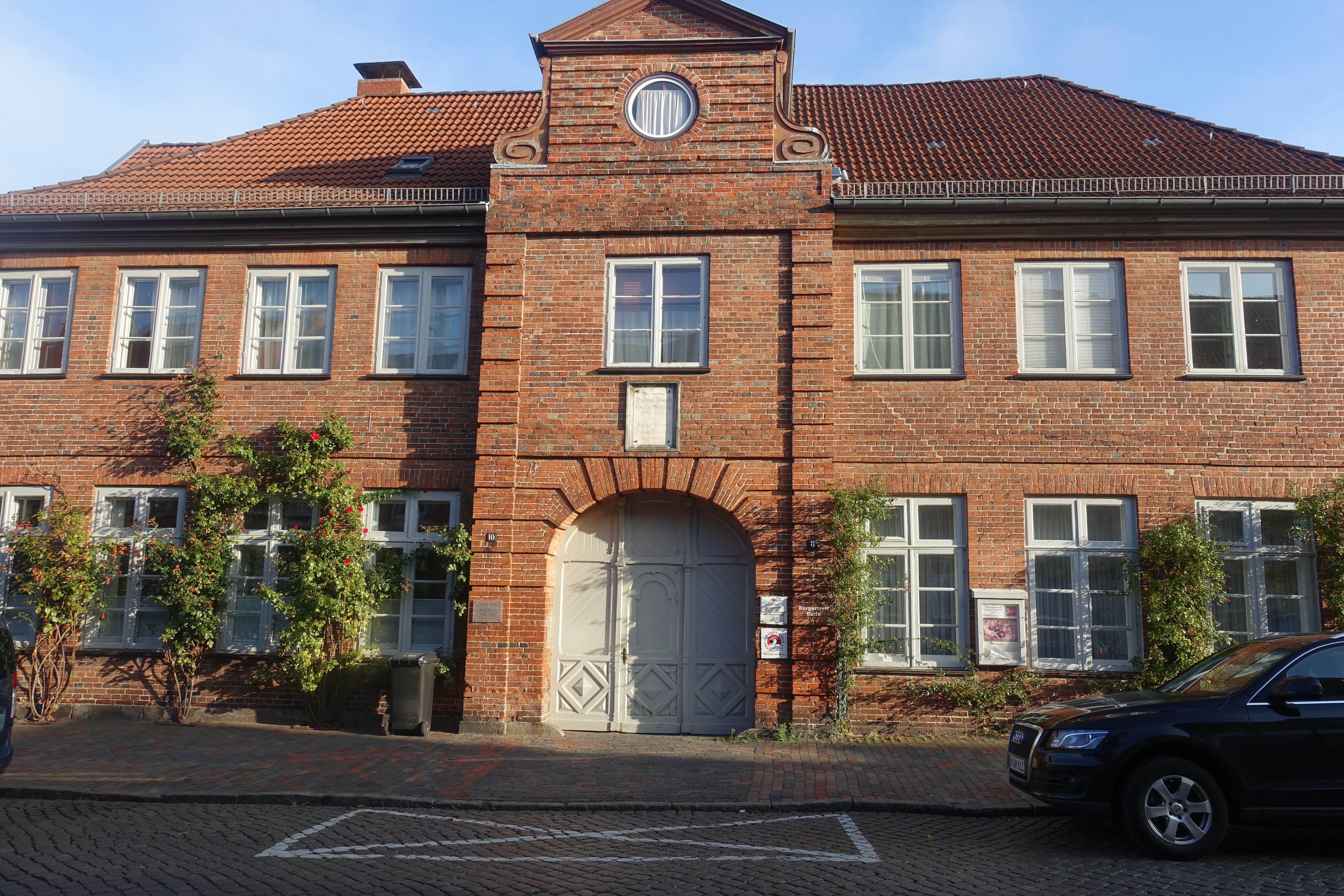
Tischbeins Wohnhaus in Eutin

Tischbein wurde daraufhin bis zu seinem Tod 1829 in Eutin ansässig, wo der spätere Großherzog auf Schloss Eutin seine Sommerresidenz hatte und Tischbein die Söhne des Herzogs und der Gesellschaft im Zeichnen unterrichtete. Das Schlossmuseum enthält noch heute zahlreiche seiner Werke. Der Hof in Eutin erhielt durch das Mäzenatentum Peters I. den Ruf, ein „Weimar des Nordens“ zu sein, da hier neben Tischbein auch Friedrich Gottlieb Klopstock und Franz Anton von Weber wirkten. Es folgten weiterhin Schüler, die sich auf den Besuch von Akademien vorbereiten wollten. Zu ihnen gehörten Ferdinand Flor, Nicolaus Lescow, Carl Andreas Goos und Jacob Gensler.
Seit 1817 belebten sich die Beziehungen zu Goethe wieder. 1821 kam es endlich zu der schon in Italien geträumten Zusammenarbeit von Maler und Dichter, indem Tischbein Goethe aquarellierte Skizzen seiner Idyllenbilder schickte, die dieser mit Versen und Bildbeschreibungen begleitete.
Tischbeins Grab findet sich in Eutin auf dem Friedhof in der Plöner Straße. Eine Gedenktafel über seinem ehemaligen Wohnhaus in der Stolbergstraße 8–10 erinnert an den Künstler. Einige seiner großformatigen Gemälde sind im Schloss und im Ostholstein-Museum Eutin ausgestellt. Aus seiner Zusammenarbeit mit der Eutiner Ofenmanufaktur Niemann sind zahlreiche Öfen erhalten, bei denen Tischbein die Kacheln vor allem mit antiken Motiven gestaltet hat. 43 von ihnen stehen im Eutiner Schloss.
Weniger bekannt ist das literarische Schaffen Tischbeins, seine Autobiographie Aus meinem Leben (niedergeschrieben seit 1810) und seine von Goethe hoch geschätzten Briefe. Dieser Teil seines Œuvres wird in der Studie des Schriftstellers Friedrich Ernst Peters gewürdigt, Johann Heinrich Wilhelm Tischbein (1751-1829).

## Familie

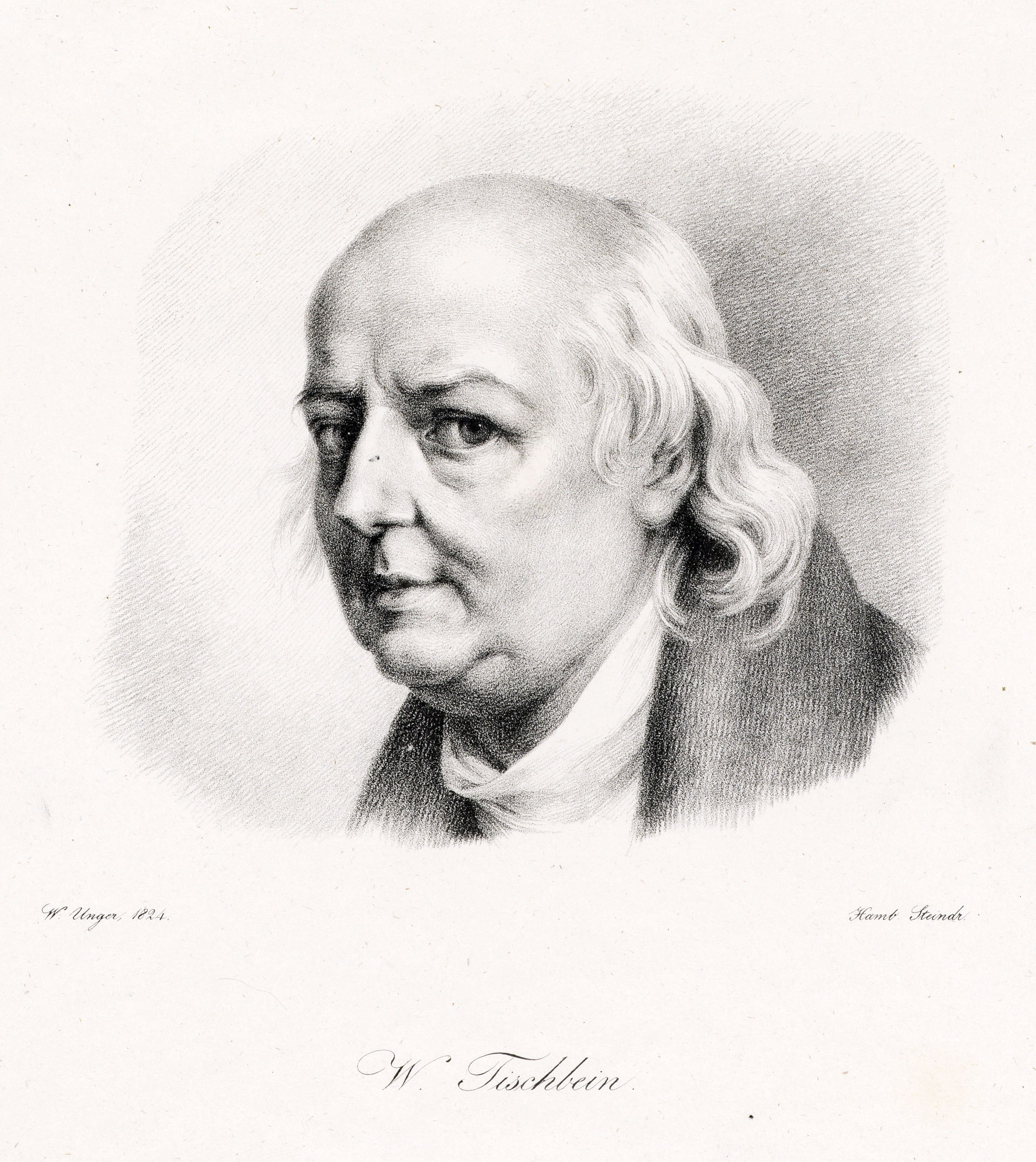
Porträt Johann Heinrich Wilhelm Tischbein, 1824, von seinem Neffen Wilhelm Unger

Tischbein heiratete 1806 die aus Haina stammende Anna Martha Koetting (1775–1832) und hatte mit ihr fünf Töchter und einen Sohn. Tochter Susanna heiratete später den oldenburgischen Hofbaumeister Heinrich Strack, ihren Cousin 2. Grades. Der Sohn Peter Friedrich Ludwig Tischbein war Förster und Naturforscher.

## Ausstellungen (Auswahl)
- 2019: Hamburger Schule – Das 19. Jahrhundert neu entdeckt (12. April bis 14. Juli), Hamburger Kunsthalle

## Werke

### Gemälde (Auswahl)
- Goethe in der Campagna, Öl auf Leinwand, 1787, 164 × 206 cm, Städelsches Kunstinstitut, Frankfurt am Main.
- Goethe am Fenster der römischen Wohnung am Corso, Aquarell, Kreide und Feder über Bleistift / Papier, 1787, 41,5 × 26,6 cm, Goethe-Museum, Frankfurt am Main.
- Die Stärke des Mannes (Vernunftbild), Öl auf Leinwand, 1821, Landesmuseum für Kunst und Kulturgeschichte Oldenburg.
- Brutus entdeckt die Namen seiner Söhne auf der Liste der Verschwörer und verurteilt sie zum Tode, nach 1783, Öl auf Leinwand, 156 × 206 cm, Kunsthaus Zürich.
- Porträt Elisa von der Recke, Öl auf Leinwand, um 1775, 60,5 × 48 cm, Städtische Galerie Dresden, (Inv.-Nr. 1980/k45).
- General Bennigsen mit seinem Stab,[15] 1816, Hamburger Kunsthalle
- Bildnis der Tochter Ernestine, Öl auf Leinwand, um 1810, 41,0 cm × 33,0 cm, Germanisches Nationalmuseum (Inv.-Nr. Gm2136).[16]

### Zeichnungen
- Das verfluchte zweite Kissen, Tintenzeichnung, 1787, 19,7 × 26,9 cm, Stiftung Weimarer Klassik

### Schriften
- Der Schwachmatikus und seine vier Brüder (Bruchstück eines Romans.) In: Vaterländisches Museum, Bd. 2, Heft 1, Friedrich Perthes, Hamburg 1811, S. 74 ff. (Digitalisat)
- Aus meinem Leben, C. A. Schwetschke & Sohn, Braunschweig 1861 (Digitalisat), (Aus meinem Leben bei Zeno.org.); Neuausgabe, hg. v. Kuno Mittelstädt, Henschelverlag, Berlin 1956.

## Bilder

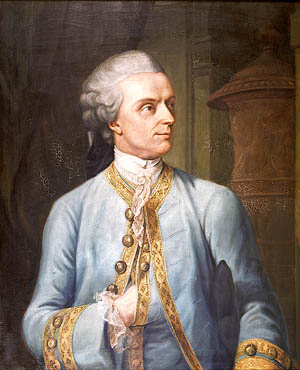
Christian Gottlob Heyne (1772)
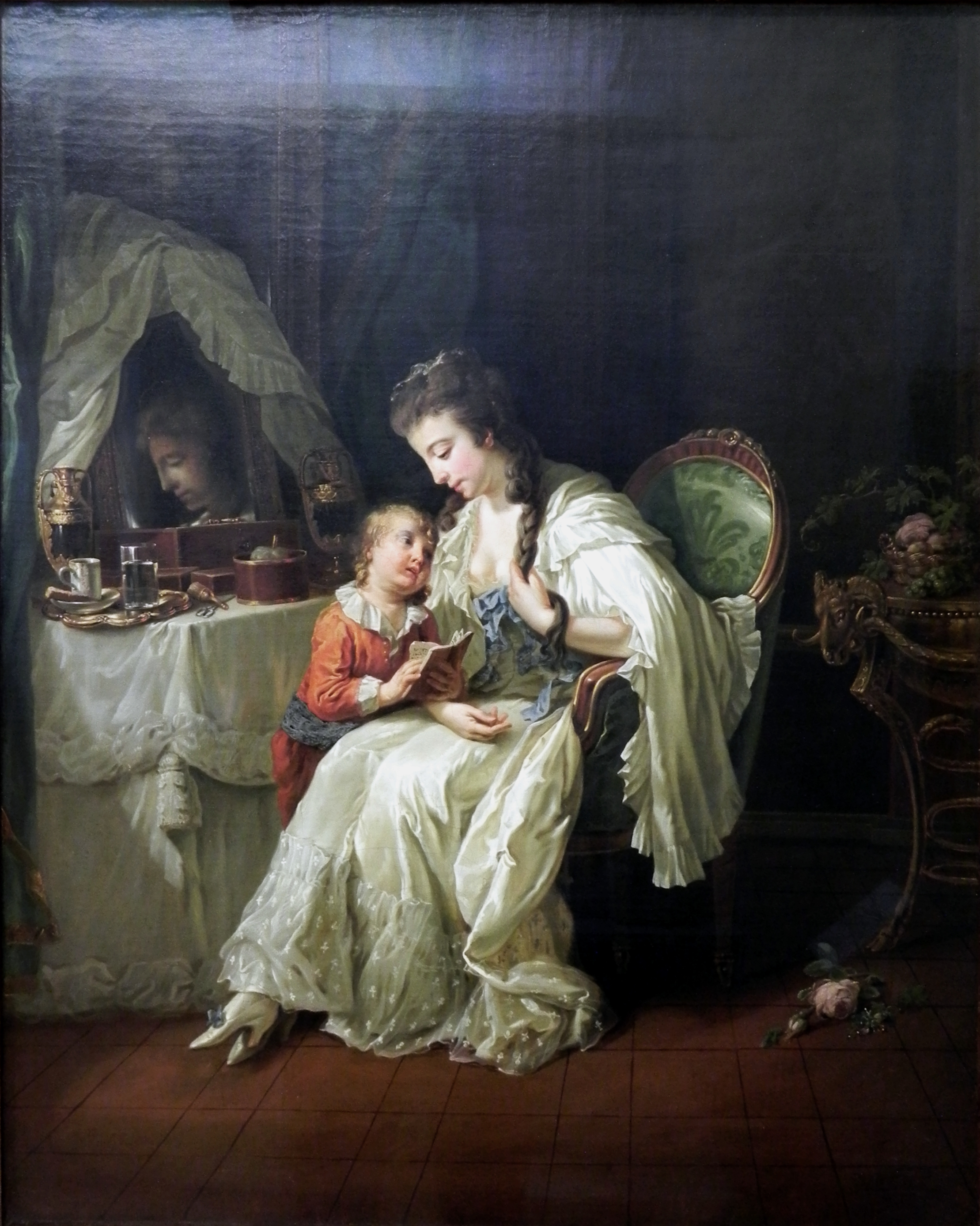
Familienszene (1778)
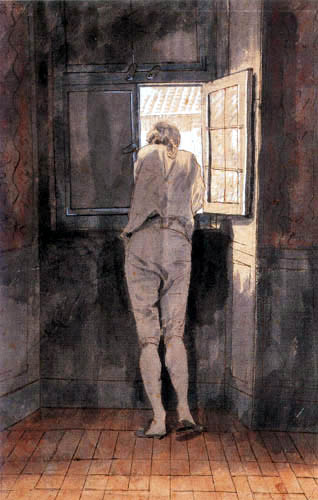
Goethe blickt aus der gemeinsamen Wohnung auf die Via del Corso (1787)
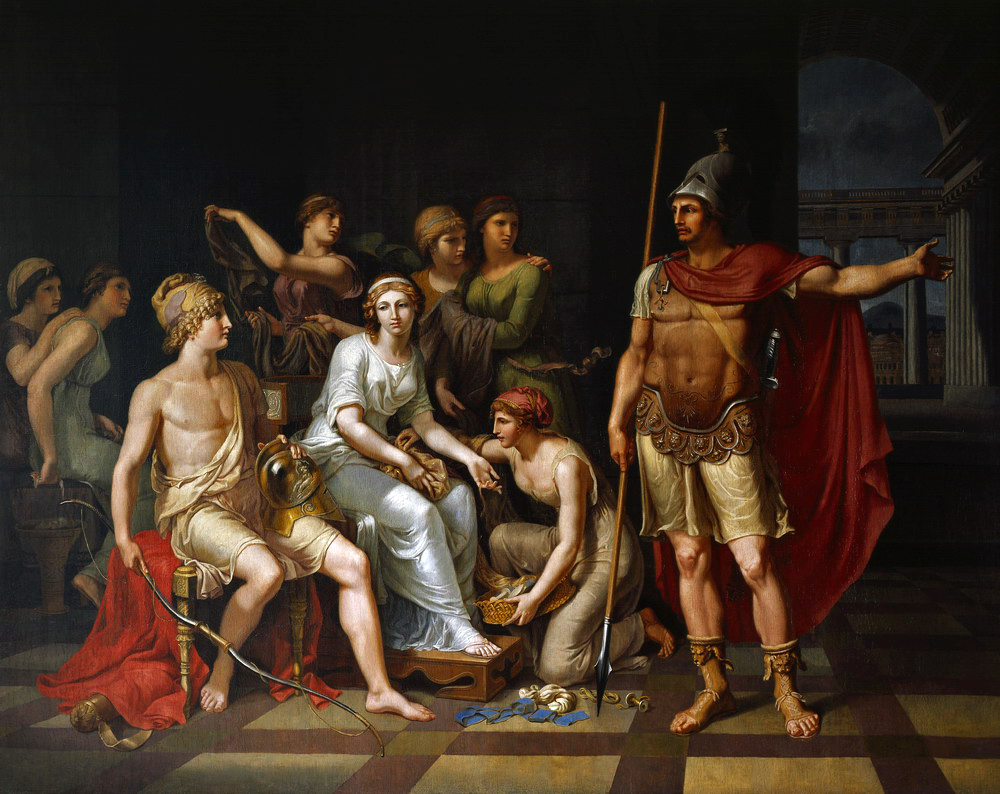
Hektor fordert Paris auf, in den Krieg zu ziehen (1787)
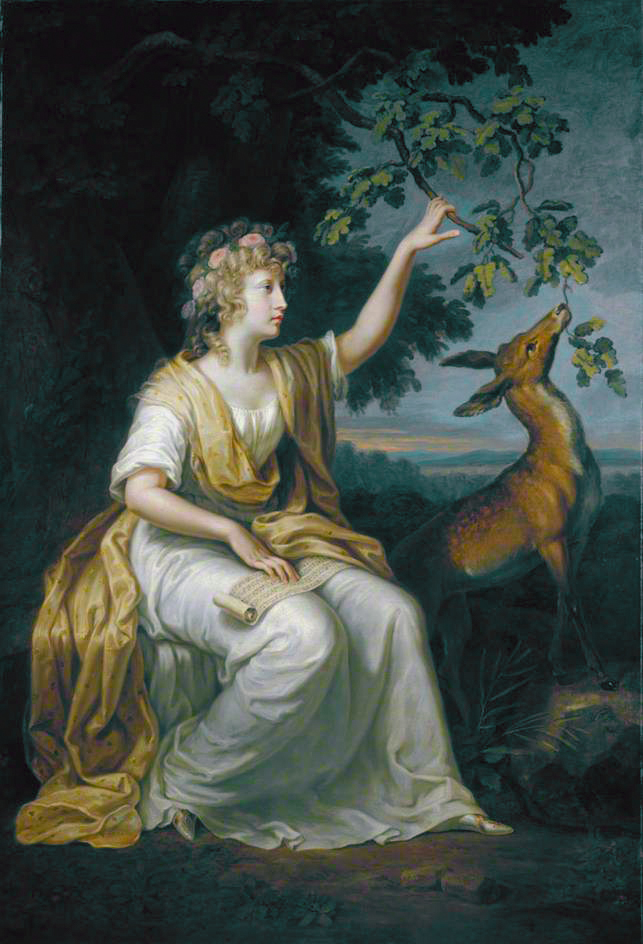
Lady Charlotte Bury née Campbell (1789)
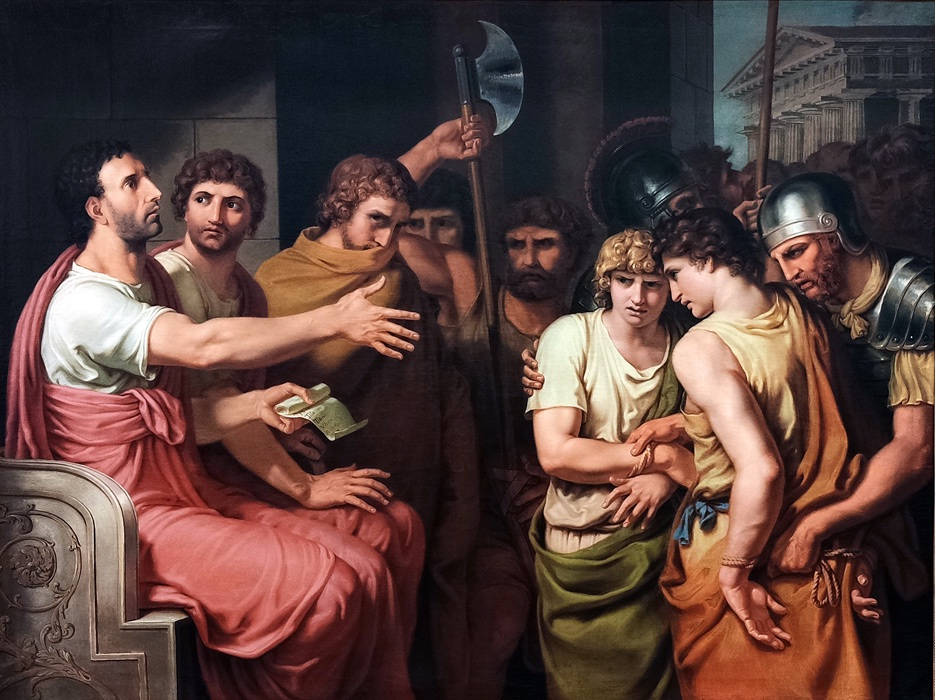
Lucius Iunius Brutus entdeckt die Namen seiner Söhne auf der Liste der Verschwörer und verurteilt sie zum Tode (1800)
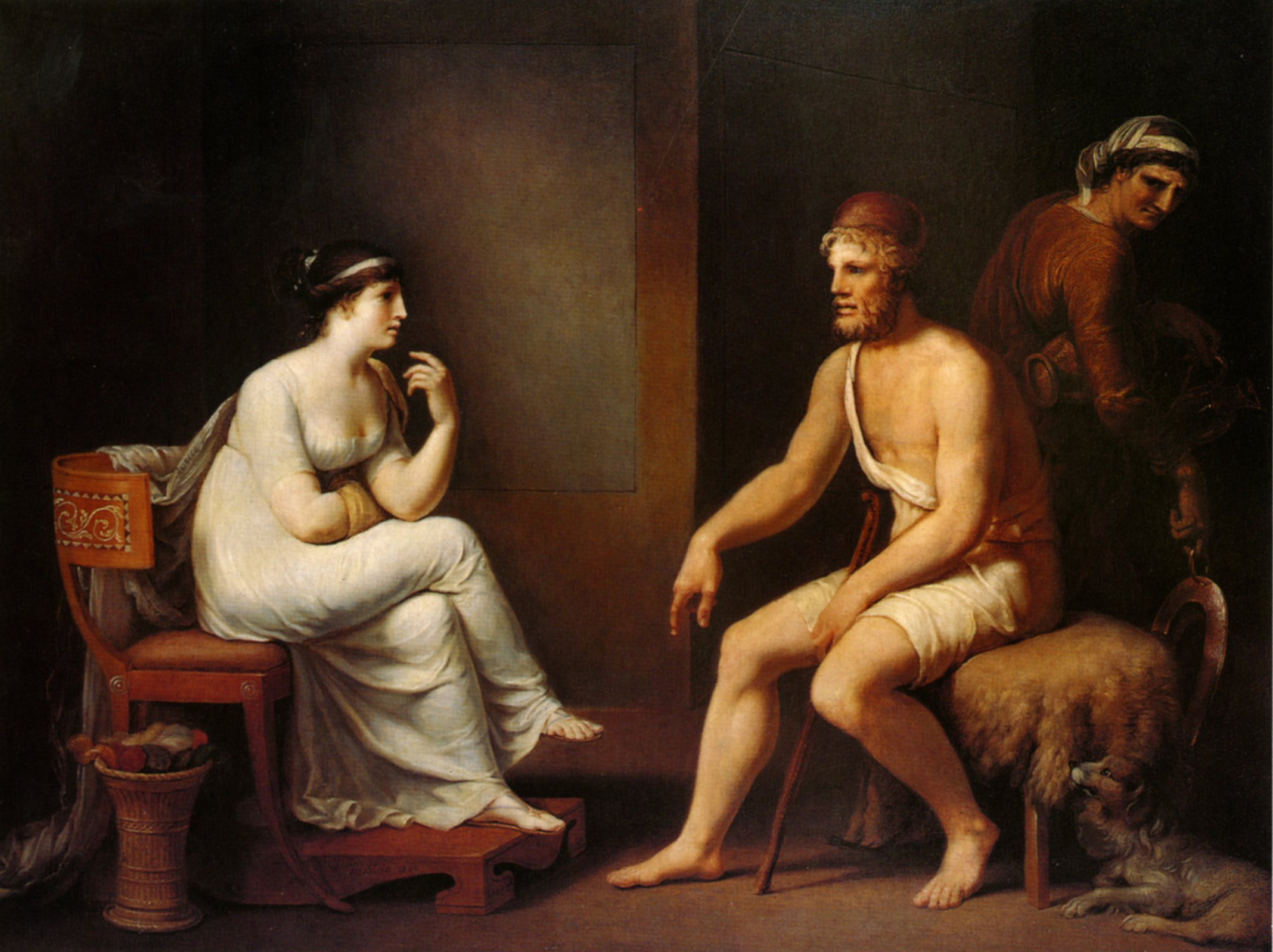
Odysseus und Penelope (1802)
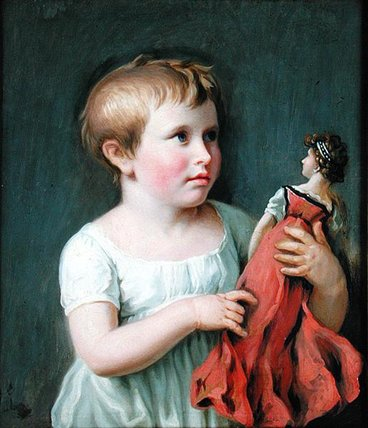
Cornelia Wilhelmine Amsinck (1805)
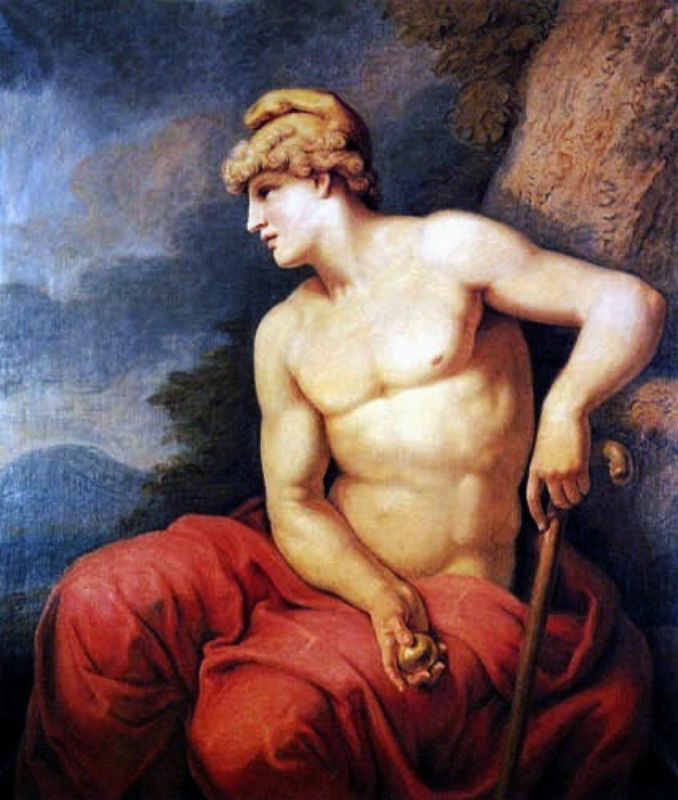
Paris mit dem Apfel (1815)
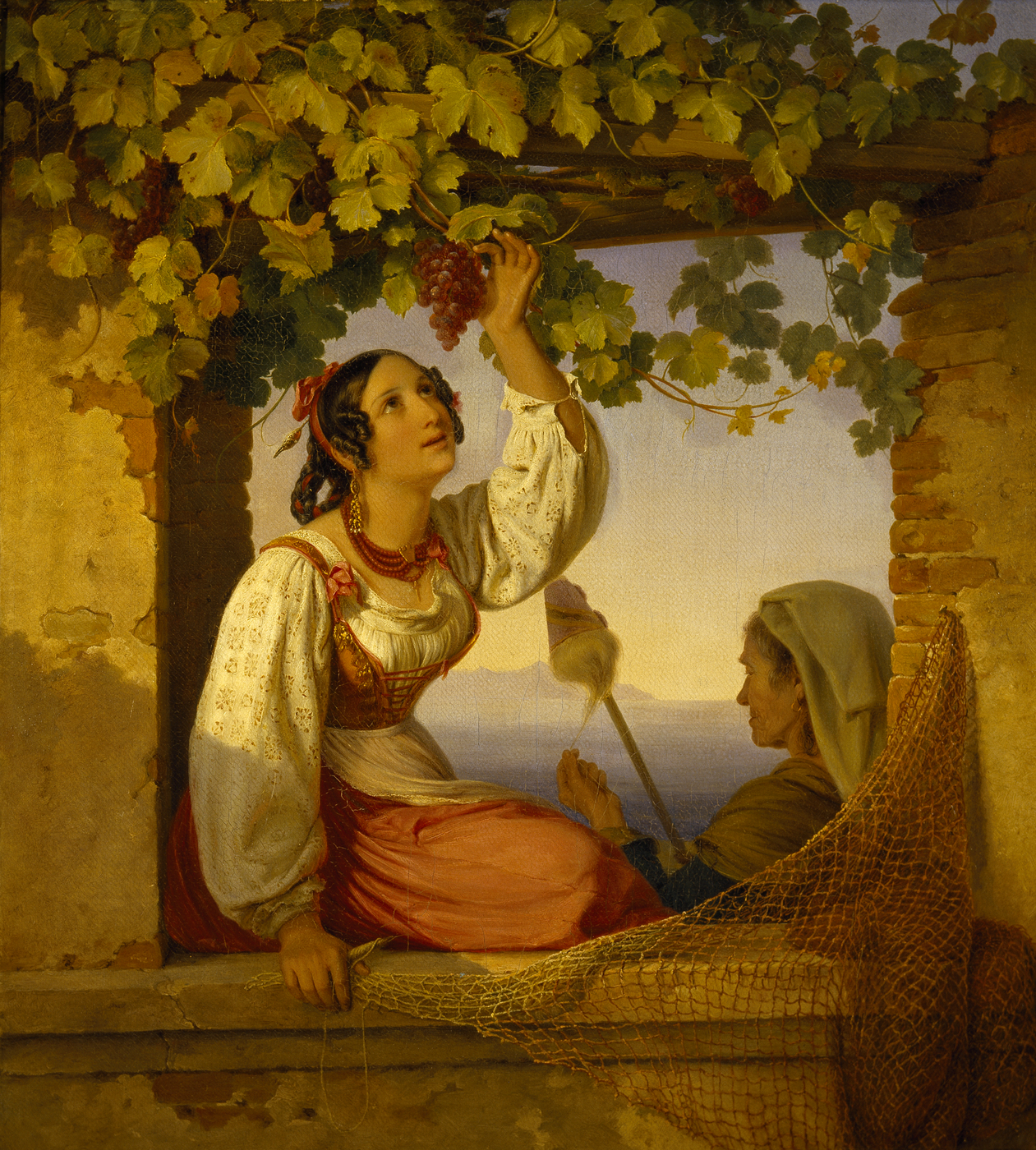
Eine neapolitanische Fischerstochter (um 1817)
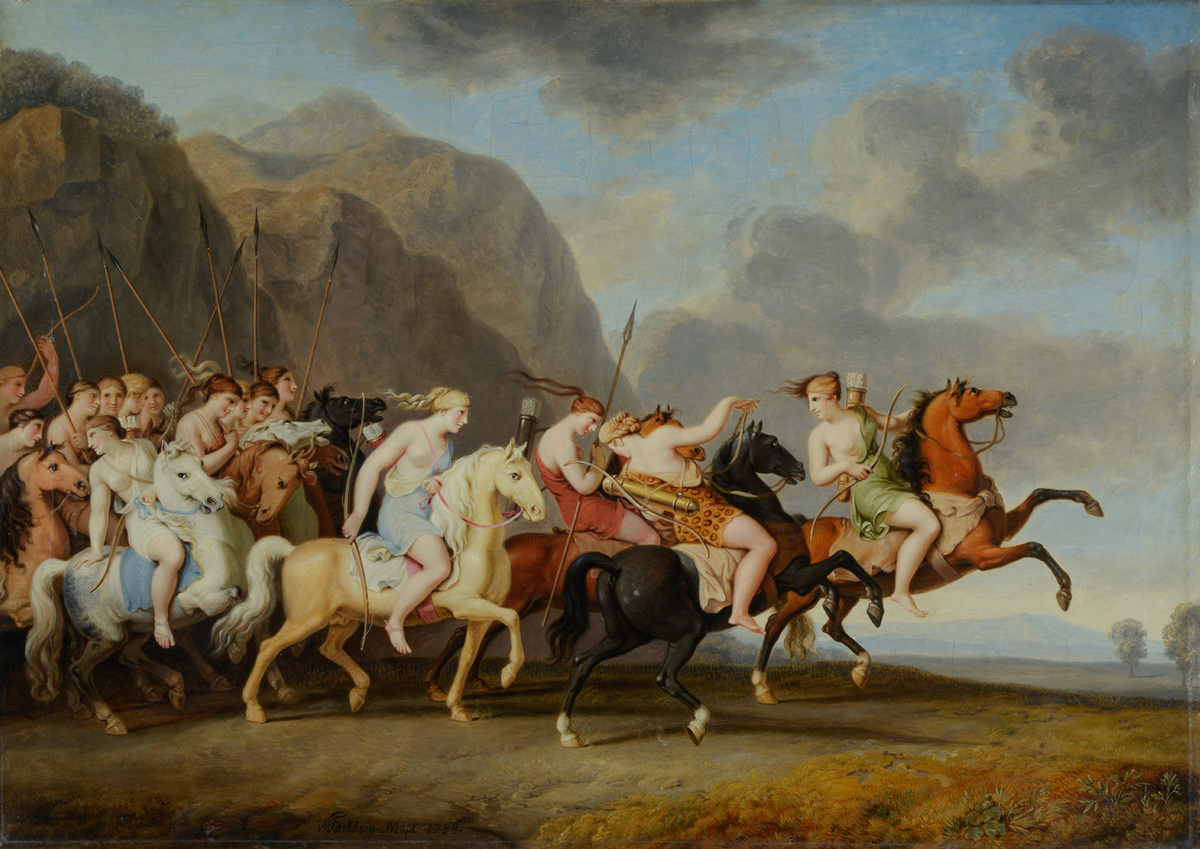
Amazonen (ca. 1820)
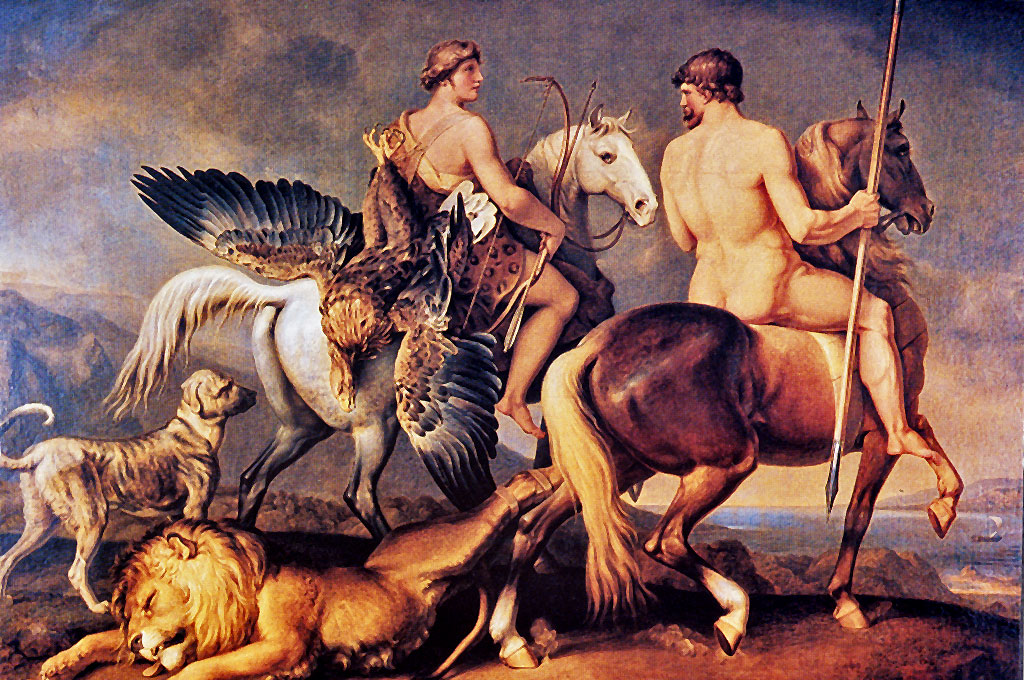
Des Mannes Stärke (1821)
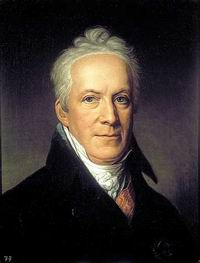
Staatskanzler Hardenberg (vor 1829)
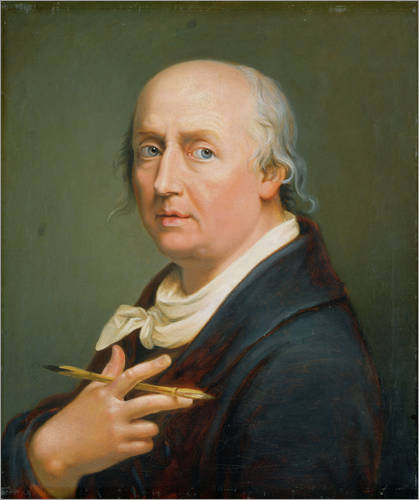
Selbstporträt